# Dirleton
Dirleton (Gaelico: Duighreach) è un villaggio appartenente all'area amministrativa scozzese dell'East Lothian. Situata circa 32 km ad est di Edimburgo sull'autostrada A198.
Il villaggio è situato circa 3 chilometri (1,9 mi) a sudovest di North Berwick, nei suoi dintorni si trova la riserva naturale di Yellowcraigs, Archerfield Estate e il Firth of Forth.
L'attrazione principale è il castello di Dirleton, una ben conservata fortezza del XIII secolo appartenente alla Royal Commission on the Ancient and Historical Monuments of Scotland.

## Io,l'amore ( À cœur joie)
Il film britannico-francese,  Io, l'amore, (À cœur joie) è stato parzialmente girato nella zona. Il film è stato interpretato da Brigitte Bardot e Laurent Terzieff ed è stato diretto da Serge Bourguignon. Le scene del film sono state girate in location nel castello di Dirleton e sulla spiaggia di Gullane nel settembre del 1966. Il cast principale è stato all'Open Arms Hotel di Dirleton.